# Floriana Bertone
Floriana Bertone (Cuneo, 19 novembre 1992) è una pallavolista italiana.
Gioca nel ruolo di centrale nel Cutrofiano.

## Carriera
La carriera di Floriana Bertone comincia in squadre militanti nelle serie regionali italiane. Nel 2009 partecipa con la nazionale italiana under 18 al campionato europeo conquistando la medaglia di bronzo; lo stesso anno passa al Club Italia dove resta per due stagioni: con la nazionale under 19 vince il campionato europeo 2010 e con quella under 20 il campionato mondiale 2011.
Nella stagione 2011-12 viene ingaggiata dal Volleyball Casalmaggiore, in Serie A2, mentre in quella successiva passa all'Azzurra Volley San Casciano, dove resta per tre annate, con cui vince la Coppa Italia di categoria ed ottiene, al termine della stagione 2013-14, la promozione in Serie A1, categoria dove milita con lo stesso club per il campionato 2014-15; nel 2013 ottiene le prime convocazioni in nazionale, con la quale vince la medaglia d'oro ai XVI Giochi del Mediterraneo.
Nel campionato 2015-16 veste la maglia della LJ Volley di Modena: nel marzo 2016 subisce la rottura del legamento crociato anteriore del ginocchio sinistro che la obbliga a terminare anzitempo la stagione; rientra in campo in quella successiva, quando passa al Neruda Volley di Bronzolo, sempre in massima serie. Per il campionato 2017-18 si accasa al Cuneo Granda, in Serie A2, che termina anzitempo a causa di un nuovo serio infortunio al ginocchio subito nel gennaio 2018: resta con lo stesso club anche nel campionato seguente quando la formazione piemontese partecipa alla Serie A1, ma già alla fine di novembre 2018 si trasferisce temporaneamente all'Area Bra, con cui disputa qualche partita del campionato di Serie C.
Nel gennaio 2019 si accorda con il Cutrofiano per giocare la seconda parte della stagione 2018-19 in Serie A2.

## Palmarès

### Club
- Coppa Italia di Serie A2: 1

2013-14

### Nazionale (competizioni minori)
- Campionato europeo under 18 2009
- Campionato europeo under 19 2010
- Campionato mondiale under 20 2011
- Giochi del Mediterraneo 2013